# Wieszak (kolej)
Wieszak - element kolejowej sieci trakcyjnej - metalowy odcinek liny, najczęściej miedzianej, służący do zawieszenia i biorący udział w przekazaniu energii elektrycznej do przewodu jezdnego. Wieszaki mają różną długość w zależności od odległości między przewodem jezdnym a liną nośną. Utrzymują przewód jezdny na stałej wysokości nad osią toru; na PKP jest to wysokość 5600 mm nad główką szyny, z odchyleniami w granicach od 4850 do 6100 mm. Wieszaki nie są stosowane na płaskiej sieci trakcyjnej, tj. pozbawionej liny nośnej.